# Josia decorata
Josia decorata är en fjärilsart som beskrevs av Druce 1885. Josia decorata ingår i släktet Josia och familjen tandspinnare. Inga underarter finns listade i Catalogue of Life.